# Шарль-Франсуа Бріссо де Мірбель
Шарль-Франсуа Бріссо де Мірбель (27 березня 1776 , Париж  — 12 вересня 1854 , Леваллуа-Перре ) — французький ботанік і політик. Був засновником науки про цитологію рослин.
Корінний парижанин, у віці двадцяти років він став асистентом-натуралістом Французького національного музею природної історії. Там він почав досліджувати тканини рослин під мікроскопом.
У 1802 році Мірбель опублікував свій трактат Traité d'anatomie et de physiologie végétale, який закріпив його позицію як засновника цитології, гістології і фізіології рослин у Франції. Він припустив, що всі тканини рослин модифіковані з паренхіми (опорної тканини). Його спостереження 1809 року про те, що кожна рослинна клітина міститься в суцільній мембрані, залишається центральним внеском у цитологію.
У 1803 році Мірбель здобув посаду доглядача садів наполеонівського Шато де Мальмезон. Там він займався вивченням структури рослинних тканин та розвиток органів рослини. Вивчив і описав також рід маршанцій. Його трактат 1802 року та ці публікації дозволили йому в 1808 році вступити до Французької академії наук і очолити кафедру ботаніки університетуСорбонни. Його дослідження комбінованих тканин були опубліковані в 1815 році під назвою «Eléments de physiologie végétale et de botanique» .
Під час Реставрації Бурбонів друг Мірбеля Елі, герцог Деказ, тодішній міністр внутрішніх справ, запропонував йому посаду генерального секретаря. Але падіння уряду в 1829 році поклало кінець політичній кар'єрі Мірбеля, і він повернувся на посаду в Національному музеї природної історії як керівника Саду рослин у Парижі, і зрештою став директором (chaire de culture) музею. У 1837 році Мірбеля було обрано іноземним членом Британського  лондонського королівського товариства.
У 1823 році Мірбель одружився з Еме Зоі Рю Лізінською, французькою художницею мініатюр. Він помер у Шамперре, Франція, у 1854 році. На його честь названо рід рослин Mirbelia і орхідею Dendrobium mirbelianum.

## Вибрані твори

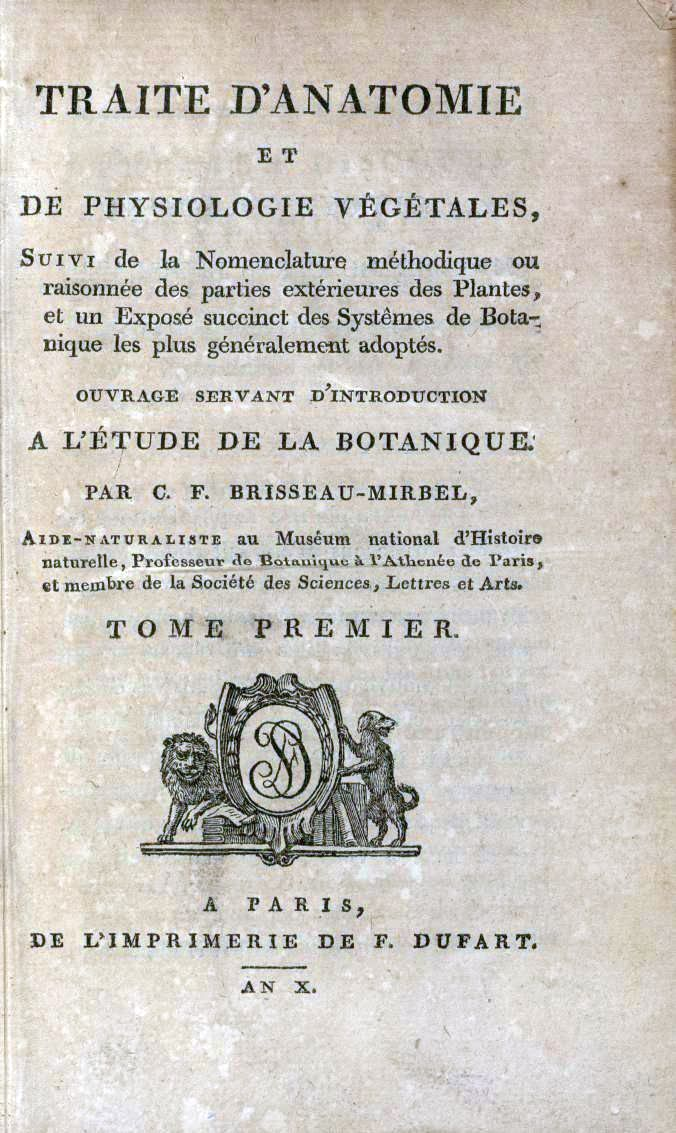
Traité d'anatomie et de physiologie végétales, 1801–1802

- Traité d'anatomie et de physiologie végétales (фр.). Paris: François Dufart. 1801–1802.
- Traité d'anatomie et de physiologie végétale, 1802
- Histoire naturelle, générale et particulière de plantes, 1802–1806
- Exposition de la théorie de l'organisation végétale, 1809
- Éléments de physiologie végétale et de botanique, 1815